# Ray Stevenson
George Raymond Stevenson (25 tháng 5 năm 1964 – 21 tháng 5 năm 2023) là nam diễn viên người Bắc Ireland. Stevenson từng đảm nhận hai nhân vật trong Marvel Comics là: Frank Castle/The Punisher (trong Punisher: War Zone và The Super Hero Squad Show); và Volstagg (trong Thor, Thor: The Dark World và Thor: Ragnarok).

## Thời thơ ấu
Stevenson được sinh ra ở Lisburn, ở Hạt Antrim, Bắc Ireland, là người thứ hai trong số ba người con trai của một người cha phi công Không quân Hoàng gia và một người mẹ Ireland. Ông cùng gia đình chuyển đến Lemington, Newcastle upon Tyne, Anh, vào năm 1972, ở tuổi tám, và sau đó đến Cramlington, Northumberland, nơi ông được nuôi dưỡng. Stevenson theo học trường Kịch nghệ Bristol Old Vic, tốt nghiệp ở tuổi 29.

## Danh sách phim

### Điện ảnh
| Năm  | Tựa                                      | Vai                       | Ghi chú |
| ---- | ---------------------------------------- | ------------------------- | ------- |
| 1998 | The Theory of Flight                     | Gigolo                    |         |
| 1999 | G:MT – Greenwich Mean Time               | Mr Hardy                  |         |
| 2004 | King Arthur                              | Dagonet                   |         |
| 2008 | Outpost                                  | DC                        |         |
| 2008 | Punisher: War Zone                       | Frank Castle/The Punisher |         |
| 2009 | Cirque du Freak: The Vampire's Assistant | Murlough                  |         |
| 2010 | The Book of Eli                          | Redridge                  |         |
| 2010 | The Other Guys                           | Roger Wesley              |         |
| 2011 | Kill the Irishman                        | Danny Greene              |         |
| 2011 | The Three Musketeers                     | Porthos                   |         |
| 2011 | Thor                                     | Volstagg                  |         |
| 2013 | G.I. Joe: Retaliation                    | Firefly                   |         |
| 2013 | Jayne Mansfield's Car                    | Phillip Bedford           |         |
| 2013 | Thor: The Dark World                     | Volstagg                  |         |
| 2014 | Divergent                                | Marcus Eaton              |         |
| 2014 | Big Game                                 | Morris                    |         |
| 2015 | The Divergent Series: Insurgent          | Marcus Eaton              |         |
| 2015 | The Transporter: Refueled                | Frank Martin Sr.          |         |
| 2016 | The Divergent Series: Allegiant          | Marcus Eaton              |         |
| 2017 | Final Score                              | Arkady                    |         |
| 2017 | Thor: Ragnarok                           | Volstagg                  |         |
| 2017 | Cold Skin                                | Gruner                    |         |
| 2018 | Accident Man                             | Big Ray                   |         |
| 2018 | Final Score                              | Arkady                    |         |

### Truyền hình
| Năm       | Tựa                           | Vai                             | Ghi chú                                                                        |
| --------- | ----------------------------- | ------------------------------- | ------------------------------------------------------------------------------ |
| 1993      | A Woman's Guide to Adultery   | 'Journalist, 'Catherine Cookson |                                                                                |
| 1994      | A Dwelling Place              | Matthew Whitwell                | 3 Episodes                                                                     |
| 1995      | Band of Gold                  | Steve Dickson                   | 12 episodes                                                                    |
| 1996      | The Tide of Life              | Larry Birch                     |                                                                                |
| 1997      | Peak Practice                 | Joe Higson                      | 1 episode: "Home Truths"                                                       |
| 1997      | Drover's Gold                 | Armstrong                       | 5 episodes                                                                     |
| 1998      | City Central                  | DI Tony Baynham                 | 32 episodes                                                                    |
| 1999      | Love in the 21st Century      | Alex                            | 1 episode: "Toyboys"                                                           |
| 2000      | Holby City                    | Laurence Haney                  | 1 episode: "Taking It on the Chin"                                             |
| 2000      | The Bill                      | Sgt. Gartland                   | 1 episode: "Over the Edge"                                                     |
| 2001      | At Home with the Braithwaites | Graham Braithwaite              | 11 episodes                                                                    |
| 2001      | Dalziel and Pascoe            | Jeff Parry                      | 1 episode: "Truth and Consequences"                                            |
| 2003      | Red Cap                       | Sgt. Chris Roxborough           | 1 episode: "Cover Story"                                                       |
| 2003      | Murphy's Law                  | Robert Eaglan                   | 1 episode: "Kiss and Tell"                                                     |
| 2004      | Waking the Dead               | Dr Tim Faulkner                 | 1 episode: "Fugue States"                                                      |
| 2005-07   | Rome                          | Titus Pullo                     | 22 episodes                                                                    |
| 2007      | Life Line                     | Peter Brasco                    | TV movie                                                                       |
| 2009      | The Super Hero Squad Show     | Frank Castle/The Punisher       | 1 episode: "Night in the Sanctorum"                                            |
| 2012      | Dexter                        | Isaak Sirko                     | 9 episodes Nominated – Saturn Award for Best Guest Starring Role on Television |
| 2014      | Crossing Lines                | Miles Lennon                    | 4 episodes                                                                     |
| 2015      | Saints & Strangers            | Stephen Hopkins                 | TV miniseries                                                                  |
| 2016      | Black Sails                   | Edward Teach (aka Blackbeard)   | Series 3 & 4: 11 episodes                                                      |
| 2016–2017 | Star Wars Rebels              | Gar Saxon (voice)               | 2 episodes                                                                     |
| 2017      | Rellik                        | DSI Edward Benton               | 6 episodes                                                                     |

### Sân khấu
| Năm  | Tựa                  | Vai          | Ghi chú |
| ---- | -------------------- | ------------ | ------- |
| 2000 | York Mystery Plays   | Christ       |         |
| 2001 | Mouth to Mouth       | Roger        |         |
| 2003 | The Duchess of Malfi | The Cardinal |         |